# ان‌جی‌سی ۵۷۵
ان‌جی‌سی ۵۷۵ (انگلیسی: NGC 575) یک کهکشان مارپیچی میله‌ای از نوع هابل SB(rs)c در صورت فلکی ماهی است. این کهکشان تقریباً ۱۴۵ میلیون سال نوری از کهکشان راه شیری فاصله دارد و قطر آن حدود ۷۰۰۰۰ سال نوری است. این کهکشان در ۱۷ اکتبر ۱۸۷۶ توسط ادوارد استفان کشف شد